# Giovanni da Udine
Giovanni Nanni, também Giovanni de' Ricamatori ou Giovanni da Udine (Údine, 15 de outubro de 1487 — Roma, 1561), foi um pintor e arquiteto italiano. Geralmente é confundido com Martino da Udine ou Pellegrino da San Daniele (1467-1547).
Como aluno e assistente de Rafael, foi responsável pelos elementos decorativos (não-narrativos) dos maiores projetos de Rafael em Roma. Era especialista em decorações grutescas de afrescos e estuque. Também ajudou na construção de fontes, que agora estão destruídas. Suas obras podem ser vistas na Villa Farnesina e na Villa Madama. 
Após a morte de Rafael, da Udine finalizou alguns de seus trabalhos em Roma. Após o saque de Roma, em 1527, foi para Florença, Veneza, Udine e Cividale del Friuli. 